# Філологічні семінари
«Філологічні семінари» — збірник наукових студій учасників щорічного міжнародного філологічного семінару «Теоретичні й методологічні проблеми літературознавства». У збірнику публікуються статті науковців, які вивчають проблеми теорії літератури. 

## Загальна характеристика
Українські філологічні семінари у Київському університеті розпочалися на початку ХХ століття. Протягом 1904—1914 років ними керував професор, а в майбутньому — академік Петербурзької та Всеукраїнської академій наук Володимир Миколайович Перетц У семінарах наукову підготовку здобували такі фундатори новітнього українського літературознавства, як Л. Білецький, М. Гудзій, О. Дорошкевич, М. Драй-Хмара, М. Зеров, С. Маслов, О. Назаревський, І. Огієнко, П. Филипович, Д. Чижевський та ін. Протягом перших двадцяти років більшовицького режиму майже всіх вихованців семінару було репресовано, їхні наукові праці вилучено з масових бібліотек, і лише окремим «семінаристам» (Л. Білецький, І. Огієнко, Д. Чижевський) вдалося емігрувати за кордон і там продовжити наукову, не заангажовану ідеологічними чинниками літературознавчу діяльність.
Діяльність філологічних семінарів відновлена у 1996 році за участю кафедри теорії літератури та компаративістики Київського національного університету імені Тараса Шевченка, Українського наукового інституту Гарвардського університету, Варшавського університету, Університету Масарика (Брно, Чехія), Тбіліського університету та Інституту літератури імені Тараса Шевченка НАН України.

## Редакційна колегія
М. К. Наєнко, д-р філол. наук, проф. (голова); А. О. Ткаченко, д-р філол. наук, проф. (заст. голови); Н. І. Бернадська, д-р філол. наук, проф. (відп. ред.); О. Г. Астаф'єв, д-р філол. наук, проф.; Г. Ю. Грабович, д-р філол. наук, проф. (США), Л. В. Грицик, д-р філол. наук, проф.; В. Г. Дончик, д-р філол. наук, проф., акад. НАН України; С. П. Козак, д-р філол. наук, проф., акад. НАН України; Н. В. Костенко, д-р філол. наук, проф.; Г. М. Штонь, д-р філол. наук, проф.

## Випуски збірника
- Філологічні семінари. Літературна критика і критерії художності. Випуск 12, 2009 р.
- Філологічні семінари. Що таке історія літератури? Випуск 13, 2010 р.
- Філологічні семінари. Література і паралелі: де межа? Випуск 14, 2011 р.
- Філологічні семінари. Художні стилі, течії, напрями: історико-теоретичний аспект. Випуск 15, 2011 р.
- Філологічні семінари. Парадигма сучасного літературознавства: світовий контекст. Випуск 16, 2013 р.
- Філологічні семінари. Неокласики і філологічна методологія літературознавства. Випуск 17, 2014 р.